# Барциці (Малопольське воєводство)
Барциці (пол. Barcice) — село в Польщі, у гміні Старий Сонч Новосондецького повіту Малопольського воєводства.
Населення — 1076 осіб (2011).

## Демографія
Демографічна структура станом на 31 березня 2011 року:
|          | Загалом | Допрацездатний вік | Працездатний вік | Постпрацездатний вік |
| -------- | ------- | ------------------ | ---------------- | -------------------- |
| Чоловіки | 530     | 153                | 344              | 33                   |
| Жінки    | 546     | 143                | 328              | 75                   |
| Разом    | 1076    | 296                | 672              | 108                  |